# حسين خالد
حسين مصطفي موسى خالد (18 أكتوبر 1951م الفيوم، قرية فديمين) طبيب وأستاذ طب الأورام في جامعة القاهرة ووزير التعليم العالي بحكومة كمال الجنزوري.

## نشأته
ولد الدكتور (حسين مصطفى موسى خالد) في قرية فديمين بمحافظة الفيوم 18 أكتوبر عام 1951

## تعليمه
درس الطب في جامعة القاهرة _ بكلية طب القصر العينى وحصل على درجة 	البكالوريوس في الطب والجراحة (ديسمبر 1975)
كما حصل على شهادة المعادلة الأمريكية (يوليو 1976)
وماجستير الباطنة (1979)
ودكتوراه طب الأورام (1986) المعهد القومى للأورام – جامعة القاهرة.

## الحياة الأكاديمية
الوظيفة الحالية:		أستاذ طب الأورام – المعهد القومى للأورام - جامعة القاهرة
الوظيفة الأكاديمية الحالية:	أستاذ طب الأورام – المعهد القومى للأورام – جامعة القاهرة.

## المناصب السابقة
- أبريل 1977 – مارس 1980 طبيب مقيم بقسم طب الأورام – المعهد القومى للأورام – جامعة القاهرة.
- يونيو 1986 – أكتوبر1991 مدرس بقسم طب الأورام – المعهد القومى للأورام – جامعة القاهرة.
- يناير 1997 – حتى الآن أستاذ بقسم طب الأورام – المعهد القومى للأورام – جامعة القاهرة.
- يوليو 1999 – يوليو 2000 مدير العيادات الخارجية - المعهد القومى للأورام – جامعة القاهرة.
- يونيو 2000 – سبتمبر 2002 وكيل المعهد القومى للأورام لشؤون البيئة وخدمة المجتمع – جامعة القاهرة.
- سبتمبر 2002 – يوليو 2008 عميد المعهد القومى للأورام – جامعة القاهرة.
- أغسطس 2008 – ديسمبر 2011 - نائب رئيس جامعة القاهرة لشؤون الدراسات العليا والبحوث.
- أغسطس 2011 – ديسمبر 2011 – قائم بأعمال رئيس جامعة القاهرة.
- ديسمبر 2011 – أبريل 2012 وزير التعليم العالي (قائم بأعمال وزير الصحة مدة 20 يوم)

## البعثات الخارجية
- ديسمبر 1981 – ديسمبر 1982 زميل زائر، طب أورام الأطفال – معهد الأورام القومى – معهد الصحة القومى – بيسيدا – ولاية ميريلاند – الولايات المتحدة الأمريكية.
- يونيو 1988 – سبتمبر 1988 طبيب زائر – مركز غرايس لأدوية السرطان – معهد روزويل بارك التذكارى – بوفالو – نيويورك – الولايات المتحدة الأمريكية.
- أغسطس 1992- سبتمبر 1992 عالم زائر، قسم طب أورام الأطفال – معهد الأورام القومى – معهد الصحة القومى – بيسيدا – ولاية ميريلاند – الولايات المتحدة الأمريكية.

## النشاط المهنى الداخلي
- أمين عام المؤسسة المصرية لأبحاث السرطان.
- رئيس لجنة التحرير لمجلة المعهد القومى للأورام.
- عضو في شعبة الصحة بالمجالس الطبية القومية المتخصصة.
- عضو في شعبة الصحة بأكاديمية البحث العلمي والتكنولوجيا.
- أسس ويشرف على العمل بقسم علاج الأورام بمستشفى وادى النيل (مجلس الدفاع الوطني).
- أسس ويشرف على قسم علاج الأورام بمركز الأورام بمستشفى معهد ناصر.
- أمين عام مؤتمر البحث العلمي لجامعة القاهرة مايو 2007.
- أمين عام مساعد رابطة الأطباء العرب لمكافحة السرطان.

النشاط المهنى الخارجي:
- الممثل الوطني لقارة أفريقيا ومصر في الجمعية الأوروبية لطب الأورام.
- عضو الجمعية الأمريكية لطب الأورام.
- عضو المنظمة الأوروبية لأبحاث وعلاج السرطان – مجموعة أورام الغدد الليمفاوية.
- رئيس الفرع المصري للمنظمة الدولية لعلاج وأبحاث السرطان.
- أمين عام القسم المصري جمعية خريجي معهد الصحة الأمريكي.

## الأبحاث المنشورة
نشر له أكثر من 130 بحث و 50 ملخص في المجلات المحلية والدولية والمؤتمرات العلمية.
- شارك في تأليف سبعة فصول في كتب علمية دولية تتعلق بتشخيص وعلاج الأورام.
- ألف ثلاثة كتب علمية خاصة بمرض سرطان الثدي، الغدد الليمفاوية، والتغذية والسرطان، والكتاب الأخير باللغة العربية.
- اهتمامات الباحث الرئيسية: في الخصائص الأكلينيكية والبيولوجية وعلاج سرطان المثانة ذو العلاقة بمرض البلهارسيا، أورام الغدد الليمفاوية، سرطان الثدي. وهو يشارك بشكل نشيط في الجهود المبذولة خلال الثلاثون عاماً الماضية لدراسة وتطبيق العديد من الأفكار والتقنيات التي تساعد على تشكيل صورة واضحة عن سرطان المثانة البولية وبالذات في الخطوط التالية:

1. اقتراح نظرية لكيفية حدوث التحول السرطانى في خلايا المثانة البولية بعد اصابتها بمرض البلهارسيا.
2. تعريف بعض العوامل التنبؤية مع استنباط دليل تنبؤى لمعرفة نتيجة علاج هؤلاء المرضى.
3. ابتكار نظم جديدة للعلاج الكيميائي لحالات  سرطان المثانة البولية المصاحبة للبلهارسيا سواء في الحالات التي تأتى في مراحل متأخرة أو كعلاج كيميائي يسبق ويلى العمليات الجراحية بهدف الا يتم ازالة المثانة البولية وذلك باجراء جراحة تحفظية.

كما أشرف بحكم منصبه بالمعهد على اعداد كتاب خاص بالسياسة العلاجية المطلوب اتباعها في علاج مختلف الأورام.